# Friedrich Mallinckrodt
Friedrich Mallinckrodt (ur. 15 sierpnia 1894 w Essen, zm. w latach czterdziestych XX wieku) – as lotnictwa niemieckiego Luftstreitkräfte z 6 potwierdzonymi zwycięstwami w I wojnie światowej. 
Służył w piechocie w 70 Pułku Piechoty, do którego zaciągnął się przed wybuchem wojny. 6 lipca 1952 roku został przeniesiony do lotnictwa. Od stycznia 1916 roku służył w Kagohl 5. Od kwietnia 1916 roku został przeniesiony do KEK Sivry, gdzie w okolicach Verdun 30 kwietnia zestrzelił pierwszy samolot wroga. 10 września 1916 roku został przydzielony do Jagdstaffel 6. W jednostce odniósł  kolejna dwa potwierdzone i 2 prawdopodobne zwycięstwa. Następnie został przydzielony do Jastaschule w Valenciennes jako instruktor. Od stycznia 1917 roku służył w Jagdstaffel 20, gdzie w marcu 1917 roku odniósł 4 potwierdzone zwycięstwa. 30 kwietnia został ciężko ranny. Nie powrócił do czynnej służby w lotnictwie frontowym. Do końca wojny służył w komisji technicznej lotnictwa. 
Latał m.in. na Fokkerze D.VII.

## Odznaczenia
- Królewski Order Rodu Hohenzollernów